# Diocesi di Oslo (cattolica)
La diocesi di Oslo (in latino Dioecesis Osloensis) è una sede della Chiesa cattolica in Norvegia immediatamente soggetta alla Santa Sede. Nel 2023 contava 145.120 battezzati su 4.200.150 abitanti. È retta dal vescovo Fredrik Hansen.

## Territorio
La diocesi copre la parte meridionale della Norvegia e comprende le contee di Oslo, Akershus, Østfold, Vestfold, Telemark, Agder, Rogaland, Vestland, Buskerud e Innlandet. A queste si aggiungono il territorio di Hornindal, nel comune di Volda e nella contea di Møre og Romsdal, e il territorio di Innset nel comune di Rennebu e nella contea di Trøndelag.
Sede vescovile è la città di Oslo, dove si trova la cattedrale di Sant'Olav.
Il territorio è suddiviso in 27 parrocchie, situate nelle seguenti città: Oslo (3), Moss, Askim, Kongsberg, Fredrikstad, Halden, Lillestrøm, Hamar, Lillehammer, Hønefoss, Asker og Bærum, Drammen, Jessheim, Eikeli, Kongsvinger, Sandefjord, Stabekk, Tønsberg, Larvik, Porsgrunn, Arendal, Kristiansand, Stavanger, Haugesund e Bergen.

## Storia
La diocesi di Oslo fu eretta per la prima volta nel 1070 circa.
Nel 1104 divenne suffraganea dell'arcidiocesi di Lund.
Nel 1153 entrò a far parte della provincia ecclesiastica dell'arcidiocesi di Nidaros.
L'ultimo vescovo cattolico, Hans Rev, aderì alla riforma protestante nel 1537, diventando poi il primo vescovo della nuova diocesi luterana, e la diocesi cattolica fu soppressa de facto.
Il 7 agosto 1868 fu eretta la missione sui iuris di Norvegia con il breve In hac beatissimi di papa Pio IX, ricavandone il territorio dal vicariato apostolico di Svezia (oggi diocesi di Stoccolma) e dalla prefettura apostolica del Polo Nord.
Il 17 agosto 1869 la missione sui iuris fu elevata a prefettura apostolica con il breve Ecclesiae universae dello stesso papa Pio IX.
L'11 marzo 1892 la prefettura apostolica fu elevata a vicariato apostolico con il breve Quum Nobis di papa Leone XIII.
Il 1º giugno 1913 in virtù del decreto Septentrionum insulas della Sacra Congregazione per la Propagazione della Fede le isole Spitsbergen, fino a quel momento estranee ad ogni giurisdizione ecclesiastica perché disabitate, furono annesse al vicariato apostolico, che assunse il nome di vicariato apostolico di Norvegia e di Spitsbergen; tale denominazione rimase fino al 15 dicembre 1925, quando fu ristabilita la precedente denominazione.
Il 7 e l'8 aprile 1931 cedette porzioni del suo territorio a vantaggio dell'erezione delle missioni sui iuris rispettivamente della Norvegia centrale (oggi prelatura territoriale di Trondheim) e della Norvegia settentrionale (oggi prelatura territoriale di Tromsø). Conseguentemente, il 10 dello stesso mese assunse il nome di vicariato apostolico di Oslo.
Il 29 giugno 1953 il vicariato apostolico è stato elevato a diocesi con la bolla Faustum profecto di papa Pio XII.

## Cronotassi dei vescovi
Si omettono i periodi di sede vacante non superiori ai 2 anni o non storicamente accertati.

### Vescovi prima della Riforma
- Asgaut † (? - 1073 deceduto)
- Thorolf †
- Aslak †
- Gerhard †
- Koll Torkelsson † (prima del 1100 - dopo il 1130)
- Peter †
- Vilhelm † (? - 1157 deceduto)
- Torsteinn † (1157/1158 - circa 1169 deceduto)
- Helge † (1170 - 1190 deceduto)
- Nikolas Arnesson † (1190 - 9 maggio 1225 deceduto)
- Orm (Ottar) † (1226 - 1244 deceduto)
- Torkell † (circa 1245 - 1248 deceduto)
- Håkon † (1248 - 1265 nominato arcivescovo di Nidaros)
- Andreas † (1267 - 1287 deceduto)
- Eyvind † (1288 - 1303 deceduto)
- Helge † (1304 - 1322 deceduto)
- Salomon Toraldson † (1322 - 1351 deceduto)
- Sigfrid, O.P. † (13 agosto 1352 - 1358 deceduto)
- Hallvard Bjørnarsson † (23 ottobre 1359 - circa 1371 deceduto)
- Jon † (27 ottobre 1372 - settembre 1385 deceduto)
- Eystein Aslaksson † (11 aprile 1386 - dopo il 25 febbraio 1407 deceduto)
- Jakob Knutson † (10 settembre 1407 - circa 1420 deceduto)
- Jens Jakobssøn † (8 luglio 1420 - 1453 deceduto)
- Gunnar Tjostulvsson Holk † (20 giugno 1453 - 1482 deceduto)
- Nils Audensson Kalib † (27 agosto 1483 - 1489 deceduto)
- Herlog Vigleiksson Korning † (luglio 1489 - dopo il 29 maggio 1505 deceduto)
- Anders Mus † (24 ottobre 1505 - 1521 dimesso)
- Hans Mule † (1521 - 24 settembre 1524 deceduto)
- Hans Rev † (1525 - 1537 deposto)

### Vescovi dopo la Riforma
- Bernard Bernard, M.S. † (5 aprile 1869 - 1887 dimesso)
- Johannes Baptiste Olaf Fallize † (6 febbraio 1887 - 21 giugno 1922 dimesso)
- Johannes Hendrik Olav Smit † (11 aprile 1922 - 11 ottobre 1928 nominato officiale della Curia romana)
- Olaf Offerdahl † (12 marzo 1930 - 7 ottobre 1930 deceduto)[4]
- Jacques Mangers, S.M. † (12 luglio 1932 - 25 novembre 1964 dimesso[5])
- John Willem Nicolaysen Gran, O.C.S.O. † (25 novembre 1964 succeduto - 26 novembre 1983 dimesso)
- Gerhard Schwenzer, SS.CC. (26 novembre 1983 succeduto - 29 luglio 2005 dimesso)
- Bernt Ivar (Markus) Eidsvig, C.R.S.A. (29 luglio 2005 - 6 luglio 2025 dimesso)
- Fredrik Hansen, succeduto il 16 luglio 2025

## Statistiche
La diocesi nel 2023 su una popolazione di 4.200.150 persone contava 145.120 battezzati, corrispondenti al 3,5% del totale.
| anno | popolazione | popolazione | popolazione | presbiteri | presbiteri | presbiteri | presbiteri                | diaconi | religiosi | religiosi | parrocchie |
| anno | battezzati  | totale      | %           | numero     | secolari   | regolari   | battezzati per presbitero | diaconi | uomini    | donne     | parrocchie |
| ---- | ----------- | ----------- | ----------- | ---------- | ---------- | ---------- | ------------------------- | ------- | --------- | --------- | ---------- |
| 1950 | 3.810       | 2.264.000   | 0,2         | 36         | 21         | 15         | 105                       |         | 12        | 483       | 15         |
| 1970 | 8.319       | 2.808.401   | 0,3         | 50         | 22         | 28         | 166                       |         | 30        | 385       | 17         |
| 1980 | 12.582      | 3.007.000   | 0,4         | 51         | 21         | 30         | 246                       |         | 31        | 301       | 17         |
| 1990 | 30.095      | 3.157.269   | 1,0         | 44         | 14         | 30         | 683                       |         | 35        | 216       | 18         |
| 1999 | 40.565      | 3.600.000   | 1,1         | 42         | 19         | 23         | 965                       | 3       | 32        | 166       | 20         |
| 2000 | 43.980      | 3.236.121   | 1,4         | 52         | 22         | 30         | 845                       | 3       | 39        | 153       | 20         |
| 2001 | 47.680      | 3.410.000   | 1,4         | 53         | 25         | 28         | 899                       | 3       | 35        | 144       | 20         |
| 2002 | 48.514      | 3.423.428   | 1,4         | 50         | 23         | 27         | 970                       | 3       | 34        | 135       | 20         |
| 2003 | 49.595      | 3.449.286   | 1,4         | 51         | 23         | 28         | 972                       | 3       | 37        | 128       | 20         |
| 2004 | 51.305      | 3.449.286   | 1,5         | 55         | 21         | 34         | 932                       | 3       | 39        | 132       | 20         |
| 2010 | 74.368      | 3.669.663   | 2,0         | 61         | 34         | 27         | 1.219                     | 2       | 29        | 101       | 23         |
| 2013 | 118.247     | 3.880.110   | 3,0         | 66         | 35         | 31         | 1.791                     | 5       | 34        | 83        | 25         |
| 2016 | 139.407     | 3.976.435   | 3,5         | 96         | 68         | 28         | 1.452                     | 5       | 31        | 75        | 25         |
| 2019 | 143.768     | 4.083.845   | 3,5         | 79         | 49         | 30         | 1.819                     | 7       | 33        | 81        | 26         |
| 2021 | 142.801     | 4.162.153   | 3,4         | 89         | 64         | 25         | 1.604                     | 8       | 27        | 85        | 27         |
| 2023 | 145.120     | 4.200.150   | 3,5         | 86         | 56         | 30         | 1.687                     | 8       | 32        | 82        | 27         |